# Rallye Italien 2007

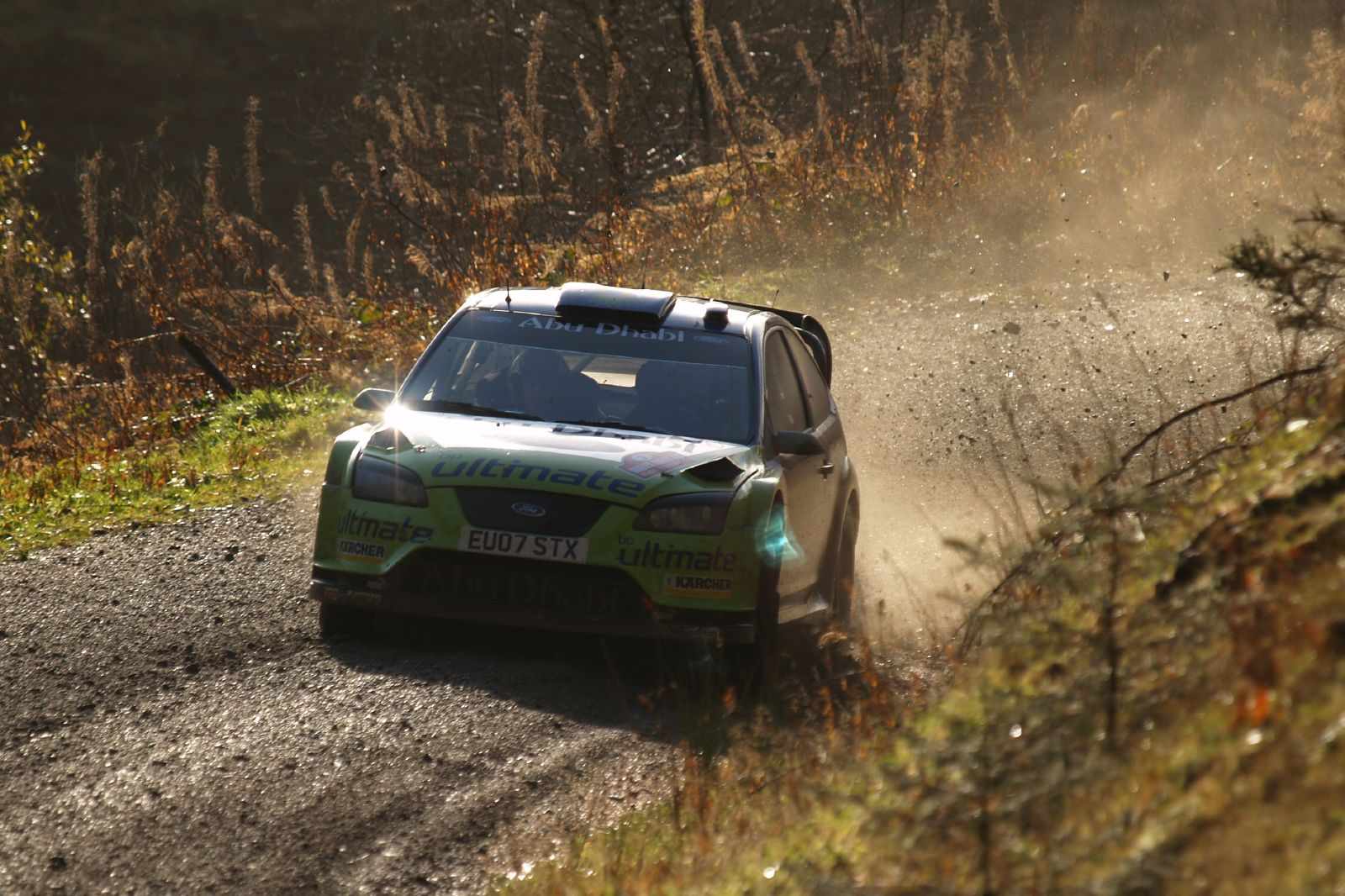
Grönholm/Rautiainen (Ford Focus RS WRC)

Die 4. Rallye Sardinien (auch Rallye Italien genannt) war der siebte von 16 FIA-Weltmeisterschaftsläufen 2007. Die Rallye bestand aus 18 Wertungsprüfungen und wurde zwischen dem 18. und dem 20. Mai ausgetragen.

## Bericht
Am Samstagabend machte sich Marcus Grönholm (Ford) keine großen Hoffnungen mehr auf den Sieg. Nach einigen technischen Problemen war ihm Sébastien Loeb (Citroën) mit über 36 Sekunden Vorsprung davongefahren. Am Sonntag wendete sich das Blatt zu Gunsten von Grönholm. Nach einem Dreher blieb Loeb im Straßengraben hängen und schied aus. Auch in der Weltmeisterschaftstabelle der Fahrer war Grönholm wieder an Loeb vorbeigezogen und führte nun mit sieben Punkten.
Den Ford-Doppelsieg machte Mikko Hirvonen perfekt, der insgesamt drei Wertungsprüfungen gewann. Er verhalf Ford zum zweiten Doppelsieg in der laufenden Saison. In der Herstellerwertung hatte Ford den Vorsprung gegen Citroën auf 20 Punkte ausbauen können. In der Fahrer-WM blieb Hirvonen Dritter mit einem Rückstand von vier Zählern auf Loeb.
Umkämpft bis zum Schluss war der dritte Rang. Den konnte Citroën-Pilot Dani Sordo im Duell gegen Henning Solberg (Ford) erfolgreich verteidigen. In der letzten Wertungsprüfung war Sordo Zweitschnellster hinter Hirvonen, Solberg ließ etwas nach und wurde Zehnter, damit hatte Sordo am Ende 14,8 Sekunden Vorsprung.

## Klassifikationen

### Endresultat
| Pos.   | Fahrer               | Beifahrer       | Auto                  | Zeit      | Rückstand | Punkte |
| WRC    | WRC                  | WRC             | WRC                   | WRC       | WRC       | WRC    |
| ------ | -------------------- | --------------- | --------------------- | --------- | --------- | ------ |
| 1      | Marcus Grönholm      | Timo Rautiainen | Ford Focus RS WRC     | 3:48:42.0 | 00:00.0   | 10     |
| 2      | Mikko Hirvonen       | Jarmo Lehtinen  | Ford Focus RS WRC     | 3:49:11.2 | 00:29.2   | 8      |
| 3      | Daniel Sordo         | Marc Marti      | Citroën C4 WRC        | 3:50:03.8 | 01:21.8   | 6      |
| 4      | Henning Solberg      | Cato Menkerud   | Ford Focus RS WRC     | 3:50:18.6 | 01:36.6   | 5      |
| 5      | Petter Solberg       | Phil Mills      | Subaru Impreza WRC    | 3:51:16.2 | 02:34.2   | 4      |
| 6      | Toni Gardemeister    | Jakke Honkanen  | Mitsubishi Lancer WRC | 3:53:44.1 | 05:02.1   | 3      |
| 7      | Manfred Stohl        | Ilka Minor      | Citroën Xsara WRC     | 3:54:10.6 | 05:28.6   | 2      |
| 8      | Juho Hänninen        | Mikko Markkula  | Mitsubishi Lancer WRC | 3:58:13.7 | 09:31.7   | 1      |
| JWRC   |                      |                 |                       |           |           |        |
| 1 (13) | Urmo Aava            | Kuldar Sikk     | Suzuki Swift S1600    | 4:15:03.9 | 26:21.9   | 10     |
| 2 (14) | Per-Gunnar Andersson | Jonas Andersson | Suzuki Swift S1600    | 4:16:13.3 | 27:31.3   | 8      |
| 3 (16) | Martin Prokop        | Jan Tománek     | Citroën C2 S1600      | 4:21:26.7 | 32:44.7   | 6      |
| 4 (18) | Aaron Burkart        | Michael Kölbach | Citroën C2 S1600      | 4:24:13.8 | 35:31.8   | 5      |
| 5 (19) | Jaan Mölder jr.      | Katrin Becker   | Suzuki Swift S1600    | 4:24:44.2 | 36:02.2   | 4      |
| 6 (25) | Jozef Béreš jr.      | Petr Starý      | Renault Clio S1600    | 4:30:15.0 | 41:33.0   | 3      |
| 7 (29) | Bryan Bouffier       | Matthieu Baumel | Citroën C2 R2         | 4:35:02.8 | 46:20.8   | 2      |
| 8 (31) | Patrik Sandell       | Emil Axelsson   | Renault Clio 16S      | 4:37:43.1 | 49:01.1   | 1      |

### Wertungsprüfungen
| Tag                               | WP                                | WP Name      | Länge    | Start MEZ       | Fahrer             | Auto              | Zeit        | Ø km/h          | Leader             |
| --------------------------------- | --------------------------------- | ------------ | -------- | --------------- | ------------------ | ----------------- | ----------- | --------------- | ------------------ |
| Tag 1 18. Mai                     | WP1                               | Crastazza    | 31,12 km | 09:43           | Jari-Matti Latvala | Ford Focus RS WRC | 21:27.8     | 86,99 km/h      | Jari-Matti Latvala |
| Tag 1 18. Mai                     | WP2                               | Terranova 1  | 21,20 km | 10:58           | Sébastien Loeb     | Citroën C4 WRC    | 15:14.9     | 83,42 km/h      | Jari-Matti Latvala |
| Tag 1 18. Mai                     | WP3                               | Monte Olia 1 | 20,36 km | 11:34           | Henning Solberg    | Ford Focus RS WRC | 14:52.7     | 82,11 km/h      | Jari-Matti Latvala |
| Tag 1 18. Mai                     | Service Olbia 13:10 Uhr (45 Min.) |              |          |                 |                    |                   |             |                 | Jari-Matti Latvala |
| Tag 1 18. Mai                     | WP4                               | Crastazza 2  | 31,12 km | 14:53           | Marcus Grönholm    | Ford Focus RS WRC | 20:51.9     | 89,49 km/h      | Marcus Grönholm    |
| Tag 1 18. Mai                     | WP5                               | Terranova 2  | 21,20 km | 16:08           | Sébastien Loeb     | Citroën C4 WRC    | 14:44.9     | 86,25 km/h      | Marcus Grönholm    |
| Tag 1 18. Mai                     | WP6                               | Monte Olia 2 | 20,36 km | 16:44           | Sébastien Loeb     | Citroën C4 WRC    | 14:30.9     | 84,16 km/h      | Sébastien Loeb     |
| Tag 1 18. Mai                     | Service Olbia 18:00 Uhr (45 Min.) |              |          |                 |                    |                   |             |                 | Sébastien Loeb     |
| Tag 2 19. Mai                     |                                   |              |          |                 |                    |                   |             |                 | Sébastien Loeb     |
| Service Olbia 08:00 Uhr (10 Min.) |                                   |              |          |                 |                    |                   |             |                 | Sébastien Loeb     |
| WP7                               | Loelle 1                          | 22,56 km     | 09:25    | Sébastien Loeb  | Citroën C4 WRC     | 13:40.6           | 98,97 km/h  |                 | Sébastien Loeb     |
| WP8                               | Monte Lerno 1                     | 29,30 km     | 10:25    | Sébastien Loeb  | Citroën C4 WRC     | 19:23.3           | 90,67 km/h  |                 | Sébastien Loeb     |
| WP9                               | Su Filigosu 1                     | 19,47 km     | 11:10    | Sébastien Loeb  | Citroën C4 WRC     | 12:36.3           | 92,68 km/h  |                 | Sébastien Loeb     |
| Service Olbia 13:00 Uhr (30 Min.) |                                   |              |          |                 |                    |                   |             |                 | Sébastien Loeb     |
| WP10                              | Loelle 2                          | 22,56 km     | 14:45    | Marcus Grönholm | Ford Focus RS WRC  | 13:31.6           | 100,07 km/h |                 | Sébastien Loeb     |
| WP11                              | Mento Lerno 2                     | 29,30 km     | 15:45    | Sébastien Loeb  | Citroën C4 WRC     | 18:58.7           | 92,63 km/h  |                 | Sébastien Loeb     |
| WP12                              | Su Filigosu 2                     | 19,47 km     | 16:30    | Marcus Grönholm | Ford Focus RS WRC  | 12:19.3           | 94,81 km/h  |                 | Sébastien Loeb     |
| Service Olbia 18:00 Uhr (45 Min.) |                                   |              |          |                 |                    |                   |             |                 | Sébastien Loeb     |
| Tag 3 20. Mai                     |                                   |              |          |                 |                    |                   |             |                 |                    |
| Service Olbia 07:00 Uhr (10 Min.) |                                   |              |          |                 |                    |                   |             |                 |                    |
| WP13                              | S. Giovanni 1                     | 10,65 km     | 07:55    | Mikko Hirvonen  | Ford Focus RS WRC  | 07:21.9           | 86,76 km/h  | Marcus Grönholm |                    |
| WP14                              | Monte Nuragone 1                  | 7,67 km      | 09:06    | Henning Solberg | Ford Focus RS WRC  | 05:37.3           | 81,86 km/h  | Marcus Grönholm |                    |
| WP15                              | Braniatogghiu 1                   | 9,30 km      | 09:50    | Mikko Hirvonen  | Ford Focus RS WRC  | 04:38.0           | 120,43 km/h | Marcus Grönholm |                    |
| WP16                              | S. Giovanni 2                     | 10,65 km     | 10:57    | Daniel Sordo    | Citroën C4 WRC     | 07:06.4           | 89,92 km/h  | Marcus Grönholm |                    |
| WP17                              | Monte Nuragone 2                  | 7,67 km      | 12:08    | Henning Solberg | Ford Focus RS WRC  | 05:29.4           | 83,83 km/h  | Marcus Grönholm |                    |
| WP18                              | Braniatogghiu 2                   | 9,30 km      | 12:52    | Mikko Hirvonen  | Ford Focus RS WRC  | 04:31.3           | 123,41 km/h | Marcus Grönholm |                    |

Quelle:

### Gewinner Wertungsprüfungen
| WP         | Anzahl | Fahrer             | Auto              |
| ---------- | ------ | ------------------ | ----------------- |
| 2, 5–9, 11 | 7      | Sébastien Loeb     | Citroën C4 WRC    |
| 4, 10, 12  | 3      | Marcus Grönholm    | Ford Focus RS WRC |
| 3, 14, 17  | 3      | Henning Solberg    | Ford Focus RS WRC |
| 13, 15, 18 | 3      | Mikko Hirvonen     | Ford Focus RS WRC |
| 1          | 1      | Jari-Matti Latvala | Ford Focus RS WRC |
| 16         | 1      | Dani Sordo         | Citroën C4 WRC    |

### Fahrer-WM nach der Rallye
| Pos. | Fahrer          | Punkte |
| ---- | --------------- | ------ |
| 1    | Marcus Grönholm | 55     |
| 2    | Sébastien Loeb  | 48     |
| 3    | Mikko Hirvonen  | 44     |
| 4    | Dani Sordo      | 28     |
| 5    | Petter Solberg  | 20     |

### Team-Weltmeisterschaft
| Pos. | Team               | Punkte |
| ---- | ------------------ | ------ |
| 1    | Ford WRT           | 99     |
| 2    | Citroën WRT        | 78     |
| 3    | Stobart Ford WRT   | 37     |
| 4    | Subaru WRT         | 34     |
| 5    | Kronos Citroën WRT | 25     |